# Sandro Tonali
Sandro Tonali, né le 8 mai 2000 à Lodi en Italie, est un footballeur international italien qui évolue au poste de milieu défensif à Newcastle United.

## Biographie

### Carrière en club

#### Brescia Calcio (2012-2020)
Sandro Tonali évolue à partir de 2012 dans le club de Brescia Calcio avec les équipes de jeunes.
Le 26 août 2017, à l'âge de 17 ans, il débute avec le Brescia Calcio en Serie B lors d'une défaite (2-1) à l'extérieur contre l'US Avellino 1912. Le 28 avril 2018, il marque son premier but lors d'une défaite (4-2) contre l'US Salernitana 1919.
Il est sacré champion de deuxième division avec son club en 2019. Le 26 octobre 2019, il inscrit son premier but en Serie A, d'un superbe coup franc lors de la défaite (3-1) de son équipe contre le Genoa CFC.
S'il ne peut empêcher la descente du Brescia Calcio lors de la saison 2019-2020, il réussit à s'y distinguer, et nombre de clubs italiens (Inter Milan, Juventus) et européens - dont le Paris Saint-Germain - tentent de s'attacher ses services pour la saison 2020-2021.

#### AC Milan (2020-2023)
Le 9 septembre 2020, Sandro Tonali s'engage sous forme de prêt avec une option d'achat obligatoire à l'AC Milan. Le 17 septembre 2020, il joue son premier match avec les Rossoneri en rentrant en cours de jeu à la place d'Ismaël Bennacer contre Shamrock Rovers pour le compte du deuxième tour qualificatif de la Ligue Europa 2020-2021. Son équipe s'impose par deux buts à zéro ce jour-là.
Le 3 janvier 2021, il reçoit son premier carton rouge de sa carrière lors d'une victoire de l'AC Milan (2-0) contre le Benevento Calcio, en championnat. Le 8 juillet 2021, la signature définitive est confirmée, il signe un contrat pour cinq ans avec les Rossoneri. Le 29 août 2021, il inscrit son premier but pour l'AC Milan lors de la deuxième journée de la saison 2021-2022 de Serie A, contre le Cagliari Calcio. Titulaire, il ouvre le score sur un coup franc direct et participe à la victoire des siens (4-1 score final). Il gagnera le scudetto avec ses coéquipiers durant la saison 2021-2022 .

#### Newcastle United (depuis 2023)
Le 3 juillet 2023, Sandro Tonali paraphe un contrat de cinq ans avec Newcastle United pour une somme de 70 millions d'euros,. Il devient ainsi le joueur italien le plus cher de l'histoire, devant Jorginho (57M €), Gianluigi Buffon (52,9M €) et Christian Vieri (46,5M €).
Il se fait remarquer dès son premier match en marquant son premier but, le 12 août 2023, lors de la première journée de la saison 2023-2024 de Premier League face à Aston Villa. Il ouvre le score après six minutes de jeu et son équipe s'impose par cinq buts à un.
En octobre 2023, Tonali est suspendu dix mois par la Fédération italienne de football pour avoir effectué des paris illicites sur des matchs de football dont certains de l'AC Milan, son club au moment des faits.
Le 18 décembre 2024, Tonali réalise son premier doublé pour Newcastle, à l'occasion d'une rencontre de coupe de la Ligue anglaise face au Brentford FC. Titulaire, il permet à son équipe de s'imposer par trois buts à un.

### Carrière en sélection
Avec les moins de 19 ans, Sandro Tonali participe au championnat d'Europe des moins de 19 ans en 2018. Lors de cette compétition qui se déroule en Finlande, il joue cinq matchs. L'Italie s'incline en finale face au Portugal, après prolongation.
Il joue son premier match avec l'équipe d'Italie espoirs le 21 mars 2019, face à l'Autriche. Il entre en jeu à la place de Manuel Locatelli et les deux équipes se neutralisent ce jour-là (0-0). Avec cette sélection il participe au championnat d'Europe espoirs en 2019. Lors de cette compétition organisée dans son pays natal, il joue deux matchs. Il se met en évidence en délivrant une passe décisive contre la Belgique. Malgré un bilan honorable de deux victoires et une défaite, l'Italie ne parvient pas à dépasser le premier tour du tournoi. Il participe ensuite de nouveau au championnat d'Europe espoirs en 2021. Lors de cette compétition qui se déroule en Hongrie et en Slovénie, il ne joue qu'un seul match, face à la Tchéquie. Il écope d'un carton rouge lors de cette première rencontre, ce qui le prive du reste de la compétition. L'Italie s'incline en quart de finale face au Portugal après prolongation.
En novembre 2018, Sandro Tonali est convoqué pour la première fois par Roberto Mancini, le sélectionneur de l'équipe nationale d'Italie. Mais il reste sur le banc sans entrer en jeu lors de ce rassemblement. Il honore finalement sa première sélection le 15 octobre 2019, face au Liechtenstein. Il entre en jeu à la place de Federico Bernardeschi, lors de ce match remporté par les Italiens sur le score de cinq buts à zéro.
Lors de son retour avec la séléction italienne, le 6 septembre 2024, Tonali se distingue par une magnifique performance contre la France, son équipe s'imposant 3-1.

## Statistiques

### Statistiques en club
| Saison                | Club                  | Championnat           | Championnat | Championnat | Championnat | Coupe nationale | Coupe nationale | Coupe nationale | Coupe de la Ligue | Coupe de la Ligue | Coupe de la Ligue | Supercoupe | Supercoupe | Supercoupe | Compétition(s) continentale(s) | Compétition(s) continentale(s) | Compétition(s) continentale(s) | Compétition(s) continentale(s) | Total | Total | Total |
| Saison                | Club                  | Division              | M.          | B.          | P.d.        | M.              | B.              | P.d.            | M.                | B.                | P.d.              | M.         | B.         | P.d.       | Comp.                          | M.                             | B.                             | P.d.                           | M.    | B.    | P.d.  |
| 2017-2018             | Brescia Calcio        | Serie B               | 19          | 2           | 2           | -               | -               | -               | -                 | -                 | -                 | -          | -          | -          | -                              | -                              | -                              | -                              | 19    | 2     | 2     |
| 2018-2019             | Brescia Calcio        | Serie B               | 34          | 3           | 4           | -               | -               | -               | -                 | -                 | -                 | -          | -          | -          | -                              | -                              | -                              | -                              | 34    | 3     | 4     |
| 2019-2020             | Brescia Calcio        | Serie A               | 35          | 1           | 7           | 1               | 0               | 0               | -                 | -                 | -                 | -          | -          | -          | -                              | -                              | -                              | -                              | 36    | 1     | 7     |
| Sous-total            | Sous-total            | Sous-total            | 88          | 6           | 13          | 1               | 0               | 0               | -                 | -                 | -                 | -          | -          | -          | -                              | -                              | -                              | -                              | 89    | 6     | 13    |
| 2020-2021             | AC Milan              | Serie A               | 25          | 0           | 0           | 1               | 0               | 0               | -                 | -                 | -                 | -          | -          | -          | C3                             | 11                             | 0                              | 0                              | 37    | 0     | 0     |
| 2021-2022             | AC Milan              | Serie A               | 36          | 5           | 2           | 3               | 0               | 0               | -                 | -                 | -                 | -          | -          | -          | C1                             | 6                              | 0                              | 0                              | 45    | 5     | 2     |
| 2022-2023             | AC Milan              | Serie A               | 34          | 2           | 7           | 1               | 0               | 0               | -                 | -                 | -                 | 1          | 0          | 0          | C1                             | 12                             | 0                              | 3                              | 48    | 2     | 10    |
| Sous-total            | Sous-total            | Sous-total            | 95          | 7           | 9           | 5               | 0               | 0               | -                 | -                 | -                 | 1          | 0          | 0          | -                              | 29                             | 0                              | 3                              | 130   | 7     | 12    |
| 2023-2024             | Newcastle United      | Premier League        | 8           | 1           | 0           | -               | -               | -               | 1                 | 0                 | 0                 | -          | -          | -          | C1                             | 3                              | 0                              | 0                              | 12    | 1     | 0     |
| 2024-2025             | Newcastle United      | Premier League        | 36          | 4           | 2           | 3               | 0               | 0               | 6                 | 2                 | 1                 | -          | -          | -          | -                              | -                              | -                              | -                              | 45    | 6     | 3     |
| 2025-2026             | Newcastle United      | Premier League        | 1           | 0           | 0           | -               | -               | -               | -                 | -                 | -                 | -          | -          | -          | C1                             | -                              | -                              | -                              | 1     | 0     | 0     |
| Sous-total            | Sous-total            | Sous-total            | 45          | 5           | 2           | 3               | 0               | 0               | 7                 | 2                 | 1                 | -          | -          | -          | -                              | 3                              | 0                              | 0                              | 58    | 7     | 3     |
| Total sur la carrière | Total sur la carrière | Total sur la carrière | 228         | 18          | 24          | 9               | 0               | 0               | 7                 | 2                 | 1                 | 1          | 0          | 0          | -                              | 32                             | 0                              | 3                              | 277   | 20    | 28    |

### En sélection nationale
| Saison                | Sélection             | Phases finales        | Phases finales | Phases finales | Phases finales | Éliminatoires | Éliminatoires | Éliminatoires | Ligue des nations | Ligue des nations | Ligue des nations | Matchs amicaux | Matchs amicaux | Matchs amicaux | Total | Total | Total |
| Saison                | Sélection             | Compétition           | M              | B              | Pd             | M             | B             | Pd            | M                 | B                 | Pd                | M              | B              | Pd             | M     | B     | Pd    |
| --------------------- | --------------------- | --------------------- | -------------- | -------------- | -------------- | ------------- | ------------- | ------------- | ----------------- | ----------------- | ----------------- | -------------- | -------------- | -------------- | ----- | ----- | ----- |
| 2019-2020             | Italie                | -                     | -              | -              | -              | 3             | 0             | 0             | -                 | -                 | -                 | -              | -              | -              | 3     | 0     | 0     |
| 2020-2021             | Italie                | -                     | -              | -              | -              | -             | -             | -             | -                 | -                 | -                 | 1              | 0              | 0              | 1     | 0     | 0     |
| 2021-2022             | Italie                | -                     | -              | -              | -              | 3             | 0             | 0             | 3                 | 0                 | 0                 | 1              | 0              | 1              | 7     | 0     | 1     |
| 2022-2023             | Italie                | -                     | -              | -              | -              | 2             | 0             | 1             | -                 | -                 | -                 | 1              | 0              | 0              | 3     | 0     | 1     |
| 2023-2024             | Italie                | -                     | -              | -              | -              | 1             | 0             | 0             | -                 | -                 | -                 | -              | -              | -              | 1     | 0     | 0     |
| 2024-2025             | Italie                | -                     | -              | -              | -              | 2             | 0             | 0             | 8                 | 2                 | 2                 | 1              | 0              | 0              | 11    | 2     | 2     |
| Total sur la carrière | Total sur la carrière | Total sur la carrière | -              | -              | -              | 11            | 0             | 1             | 11                | 2                 | 2                 | 3              | 0              | 1              | 25    | 2     | 4     |

## Palmarès

### En club
Avec Brescia Calcio, Sandro Tonali est champion de Serie B en 2019. Avec l'AC Milan, il est champion d'Italie en 2022. Avec Newcastle United, il est vainqueur de la Coupe de la Ligue en 2025.

### Distinctions personnelles
- Meilleur joueur de Serie B en 2018[19].
- Meilleur joueur du mois de Serie A en mai 2022[20].